# むっちゃんのきょうも元気にChi・Ka・Raこぶ
むっちゃんのきょうも元気にChi・Ka・Raこぶは南日本放送（MBCラジオ）で2001年4月2日から2009年3月27日まで毎週月曜から金曜の6:30 - 9:00に放送されていた朝の生ワイドのラジオ番組。

## 番組のコンセプト
MBCラジオの朝の名刺代わりしている大型生ワイド番組。日本有数の農林漁業県の鹿児島県だけにあって、新聞や週刊誌などから時事情報を中心にその日のトークテーマとして拾ってゆく大都市圏の朝ラジオと一味違い、農林漁業者に役立つように消費地の青果物市況など情報が伝えられるのが特徴である。またリスナーからの身近な話題の投稿ならびに情報も重視しており、MBCふるさと特派員からの各地の旬の様々な地域情報の投稿や電話インタビューコーナーまで設けられていた。

## 放送時間
- 毎週月曜 - 金曜6:30 - 9:40

## 出演者
- 猪俣睦彦（MBCタレント、愛称「むっちゃん」、故人）

### 曜日別アシスタント
すべて出演当時南日本放送のアナウンサー。なお、美坂は2023年1月現在も現職でアナウンサーを務める。
- 初　代；内田詠子　-　2001年頃（元テレビ東京ワールドビジネスサテライトレポーター）
- 二代目；菅谷朋代　-　2003年頃
- 三代目；大村絵美　-　2005年4月〜2006年3月（元TBSニュースバードキャスター）
- 四代目；美坂理恵　-　2006年4月〜2007年3月
- 五代目（末代）：竹内梢　-　2007年4月〜2009年3月

## 生中継レポーター
- ポニーメイツ（ラジオカー「ポニー号」レポーター）

## レギュラーコーナーゲスト
- JA鹿児島県経済連（上池美穂）
- ふとんの今藤（今藤　尚一）
- ジャパネットたかた（各商品アドバイザー）
- 財津三奈（MBCタレント）

## タイムスケジュール
コーナーの合間など自由に時間が使える場合は、その都度リスナーからの身近な話題や情報が、更に金曜日は何か一つの統一テーマでウィークエンドアンケートの投稿が紹介されている。
- 6：30；タイトルコール
  - この辺で鹿児島市と目立った地域の今朝の最低気温（平年の平均値との比較）、季節によっては日の出の時間が紹介されることもある。
- 6：32頃；6時のニュース
- 6：35頃；おはようJA（農業関係ミニ情報）
  - 月曜：「健康プラスワン」：（鹿児島厚生連病院より、聞き手は財津三奈）
  - 火曜：「食農トッピックス」（日本農業新聞土曜日版「アキバ博士の食農教室」シリーズより拾い読み）
  - 水曜：「わが町JA」（電話で生産地の状況や話題を伺う）
  - 木曜：「アラカルト」（日本農業新聞などから農業関連のトピックスを紹介）
  - 金曜：「農業新聞拾い読み」（県内各地の生産地の様子を!）
- 6：40；天気予報
  - この辺で各地の最低気温の紹介や展望スタジオから見える外の様子（桜島の様子）を伝えることが多い。
- 6：45；『Panasonic・歌のない歌謡曲』
- 6：55；メッセージ紹介
- 7：00；鹿児島水処理提供（水曜のみプラッセ＆だいわ）7時のニュース
- 7：05；鹿児島市内の公共交通機関の運行状況
  - 各社路線バス
  - 福岡行き高速バス　-　（桜島号）
  - 鹿児島空港連絡バス　-　（エアポートシャトル）
  - JR九州（在来線・九州新幹線）
  - 鹿児島市電
  - 桜島フェリー
  - 鴨池垂水フェリー
  - 種子屋久航路（各社の高速船・貨客船）
- 7：08；ポニー号中継
- 7：10；GoodDay!ニュースネットワーク 　-　（ニッポン放送、上柳昌彦のお早うGoodDay!より）
- 7：25；「725（ななにーご）カゴシマ・スタンバイ」（ポニー号から県内某地点の交差点の道路状況がレポート）
- 7：30；山形屋提供　『希望のリボン』
- 7：45；ニュース・スポーツ・今朝の気象レーダー（天気予報）
- 7：50；MBCラジオ交通情報（日本道路交通情報センター）
- 7：58頃；「むっちゃんの本日のひとこと」??
- 8：00；話題のアンテナ 日本全国8時です　-　(TBSラジオ、森本毅郎・スタンバイ!より）
- 8：20；おたより、今日の運勢など
- 8：23頃；武田鉄矢・今朝の三枚おろし　-　（文化放送より）
- 8：33頃；天気予報
- 8：35頃；SUZUKI ハッピーモーニング 鈴木杏樹のいってらっしゃい （ニッポン放送より）
- 8：40頃；ポニーのアサチュー（生中継コーナー）
- 8：50頃；MBC50ニュース
- 8：55頃；MBCラジオ交通情報（日本道路交通情報センター）
- 8：58頃；メッセージ紹介
- 9：00；かるかん元祖　明石屋提供「今日の○●ナビ」
- 9：05頃；天気予報・メッセージ紹介
- 9：10頃；910県経済連イキイキ園芸情報
- 9：15；「みんなにChi・Ka・Raこぶ 」（ポニー号生中継コーナー）
  - 月曜：ふるさとレポート（MBCふるさと特派員から電話レポート）
  - 火曜：セイカ食品子供応援団「みんな元気」：県内の幼稚園、保育園から中継　（祝日の時は録音）
  - 水曜：県内の各地の各方面で活躍する人に生インタビュー（ラジオスポット「かごしまLIFE」で後に素材として使用される。）
  - 木曜：お気に入りの音楽をイージーにかけることが多い。
  - 金曜：ふとんの今藤「ねむりの相談」
- 9：25；ジャパネットたかたラジオショピング
- 9：30；10年後あなたへ（MBCニューズナウで放映されているもののラジオ版）
- 9：32頃；ポニー号中継
- 9：35頃；メッセージ、日によって音楽
- 9：40；エンディング

## 期間限定のコーナー
- 「ラジオ環境大臣」：全国他局とタイアップして季節のごとに何日か環境に対する呼びかけをする。MBCラジオの環境大臣は猪俣睦彦。

## 過去のコーナー
- NISSANビジネスサポートトピックス（7:42〜7:51）－提供：NISSAN　鹿児島県日産自動車販売（株）
- 「めざましクイズ」　：　番組スタート時から2007年3月まで725カゴシマスタンバイの時間に、リスナーの小学生が出るクイズコーナーがあった。
- 「ヒリーのカライモ英会話」の番宣（2007年4月〜2008年3月）　-　猪俣が県外出身の竹内梢にネーティブな鹿児島弁のスピーキングを駄目出ししながら指導していたのでコーナーの一部と勘違いされていた。
- リビングこれが校区の力だ（木曜9:14〜9:23）
  - 2007年4月2日から2008年9月25日までで、南日本リビング新聞および南九州ファミリーマートなどの協賛各社提供。ポニー号が毎回鹿児島市内の小中学校に伺い、本校の校区の取り組みをリポートする。また、翌月のリビングかごしまにもこの様子が2007年5月号から2008年11月号まで掲載されていた。

## その他
- 中高年主婦、カーラジオリスナー、トラックドライバー、農林漁業者、自営業者などに多く聴かれ、鹿児島県内にとどまらず近隣の宮崎県西部（⇒小林市などのように本来の放送エリアを越えてMBCふるさと特派員が置かれている市町も一部あり、小林市は申すまでもなく宮崎放送の放送エリアである。）や熊本県水俣市や人吉市・天草市牛深地区などまで及んでいる。
  - 都城市周辺のトラックドライバーやスクールバスの運転手の中には地元のMRTラジオでなくMBCラジオを常に車内でかけている場合が多いようで、リスナーに対して呼びかけると生放送中に反響のメールが届くことが多い。
  - 朝6時30分スタートのため、九州自動車道では冬季は福岡県太宰府市付近まで、通年では熊本県熊本市植木町（現在の熊本市北区）付近でもカーラジオで安定して聴取可能なようで、たまに各地から「いま聴いてます」とのメール等が舞い込む場合もあり、しばしば出演者を驚かせている。

- 金曜日だけ各パーソナリティーが自分の好きな薩摩の郷土菓子から何か一つ選び洒落を利かせたユニークなニックネームで登場、メインMCの猪俣は「ゲタンハーゲン猪俣」、アシスタントは、例えば竹内梢の場合は「いこもっち竹内」

- 金曜日の名物「ウィークエンドアンケート」では何か一つのメッセージテーマを決めてリスナーからの投稿を募集し、同時進行でポニーメイツが鹿児島中央駅前、天文館共同バスのりば付近、桜島フェリーのりばなど人の往来が激しい場所や鹿児島市内の常設朝市、市外の地域物産館、朝の銭湯などのように人が集まる場所を毎週一つ選んで出向き、その場に居合わせた人たちに協力を求めて街頭アンケートをして、テーマによっては結果の総合集計を発表する場合もある。

- 番組内に内包されている「歌のない歌謡曲」「希望のリボン」はMBCラジオ開局以来、一日も途切れることなく続く番組である。放送する時間は少なくとも昭和30年頃から不変である。（昭和30年の南日本新聞で確認）

- 番組内の時刻は主にメインパーソナリティーの猪俣が読み上げる。

- 番組のアシスタントディレクターはMBCタレントの女性が多く務めている。

- 「きょうの運勢」は、ミスがないようにまずアシスタントが「○月生まれ」と読み上げてから猪俣がその月の運勢を読み上げるようなスタイルを採っている。

- 9時からの「今日の○●ナビ」はアシスタントが毎日、気になるテーマを一つ上げて堀下げて猪俣とフリートークする。ちなみにタイトルのナビの前には担当アシスタントの愛称がつく、例えば竹内梢の場合は「今日のこずナビ」となる。

- 「725（ななにーご）・カゴシマスタンバイ」ではポニー号がその日の生中継先に向かう途中の鹿児島市内や県内の主要幹線道路の交差点から朝の混雑状況を実況レポートする。

- 「ポニーのアサチュー」「みんなにChi・Ka・Raこぶ」の水曜 で好評だった中継は、日中にながされるキャンペーンスポット「かごしまLIFE」でも取り上げられることがある。

- 「10年後あなたへ」は、前日のMBCニューズナウでは映像付きでOAされたものの音声のみ流れる。

- 農業関係の話題が多い番組のため、自ら体験しようと春から秋にかけて蕎麦をはじめとした穀類やサツマイモなど野菜を県内の農地の小さな一角を借り「ちからこぶ畑」と称して、ポニーメイツたちが農業指導者の助けを借りながら栽培から収穫までをその時々を自ら体験し生中継にてレポートしている。そして年末には毎年恒例の行事として行われる蕎麦打ちには収穫された蕎麦の実を自家挽したものが使われている。